# Братство тарасівців
«Братство (Братерство) тарасівців» або просто «тарасівці» — українська таємна політична організація, створена в Харкові 1891р. Її учасники дали клятву на могилі Кобзаря, де присяглися всіма засобами поширювати серед українців його безсмертні ідеї.
Серед активних діячів Братства були відомі письменники й науковці: В. Боржковський, М.Вороний, Б.Грінченко, M.Кононенко, М.Коцюбинський, В.Самійленко, Є. Тимченко, В. Шемет, Микола Міхновський та інші.

## Програма
Крім культурно-просвітницької діяльності (поширення української мови в родині, установах, школах, навчання дітей української грамоти, доповідей, культивування ідей Шевченка), Тарасівці висунули політичні постулати визволення української нації з-під московського ярма, повної автономії для всіх народів Російської імперії та соціальної справедливості.

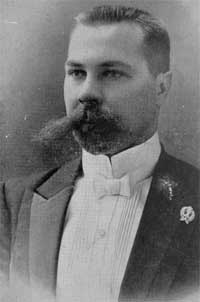
Микола Міхновський — перший ідеолог українського націоналізму та організатор українського війська

Наприкінці літа 1891 у Глинську на Сумщині, де працювали студенти, було закладено Програму товариства, яка не збереглась.

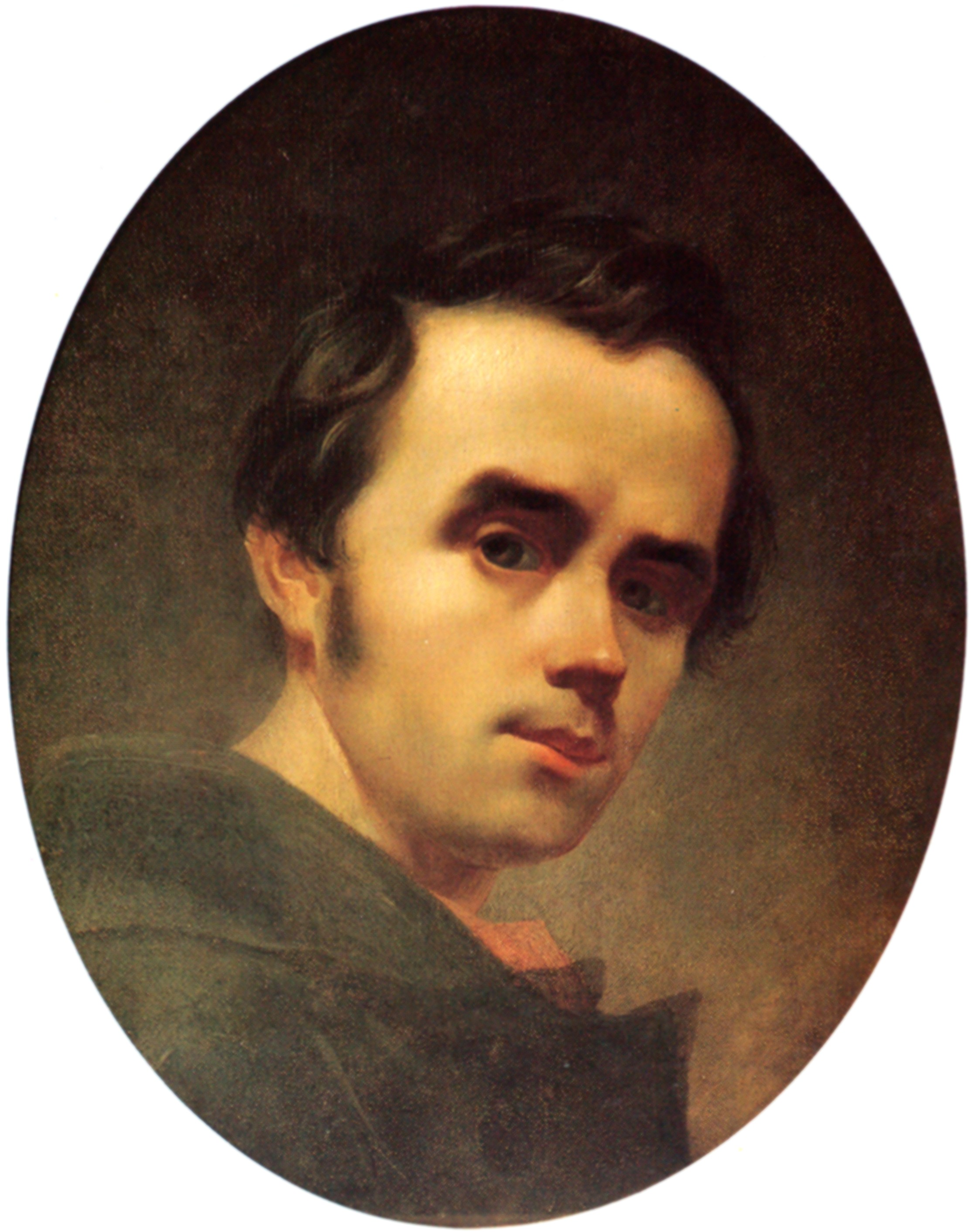
Тарас Шевченко — людина життєвий шлях якого став натхненням для створення «Братство (Братерство) тарасівців»

Ідеї, закладені в Програмі, були розвинуті, у 1893 проголошені на Шевченкові роковини в Харкові та надруковані у квітневому номері львівського журналу «Правда» під назвою «Profession de foi молодих українців»; їх пропагував Б. Грінченко у «Листах з України Наддніпрянської» та М.Коцюбинський у казці-алегорії «Хо».

## Діяльність

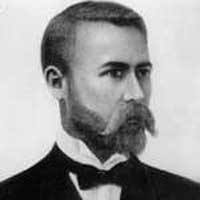
Іван Липа

Задум щодо організації спротиву українців тогочасній колоніальній політиці царату виник у групи харківських студентів, (Михайло Базькевич (Баськевич), Микола Байздренко, Віталій Боровик, Іван Липа), коли вони відвідували Тарасову могилу в Каневі влітку 1891 року.
Тарасівці проводили свою діяльність серед студентства, шкільної молоді, селянства і робітництва. Спершу їхнім центром був Харків. У 1892 запрацювала філія в Києві (куди цю ідею привіз В. Боровик, і де згодом головував М.Міхновський, налічувала не менше 16 членів). Поступово з'являються осередки в Катеринославі, Лубнах, Одесі, Полтаві, Прилуках, Чернігові та ін., щонайменше 10-12. Загальна ж чисельність братчиків, за деякими оцінками, становила близько 100 осіб.
1893 року невдовзі після публікації «Profession de foi молодих українців» та стороннього доносу— жандармерія ліквідувала харківське ядро Братства. Опинився за ґратами й один із його фундаторів Іван Липа, засуджений за статтею «відторгнення Малоросії від Великої Росії», звідки вийшов через 13 місяців під постійний нагляд поліції. Київський гурток остаточно перебрав на себе лідерство.
1 травня 1893 у Харкові були проведені масові обшуки й арешти серед «тарасівців» і молодогромадівців. До справи було притягнуто 24 особи, у тому числі подружжя Русових і всі «тарасівці». Майже півтора року тривало слідство, в ході якого завдяки мужності заарештованих поліції так і не вдалося виявити в середовищі студентської громади її керівництво. 24 листопада 1894 заарештованим було оголошено царський вирок, за яким майже всі вони підлягали різним строкам тюремного ув'язнення і кількарічному гласному поліційного наглядову за місцем проживання, але поза межами столиць губерній та університетських центрів. Достеменно невідомо, скільки проіснувала організація. Називають різні дати, аж до 1902.
За часів панування радянського окупаційного режиму на території України  про діяльність «Братство (Братерство) тарасівців» замовчувалось або ж трактувалось радянською владою в дусі тогочасної епохи.
На честь руху була названа вулиця Братства тарасівців в місті Києві.